# 林登·霍斯金
林登·霍斯金（英語：Lynden Hosking，1973年6月29日—），澳大利亚男子拳击运动员。他曾代表澳大利亚参加1998年英联邦运动会拳击比赛，获得一枚铜牌。他也曾参加1996年夏季奥林匹克运动会。